# ابن سهل
ابن سهل (أبو سعد العلاء ابن سهل؛ 940-1000) كان عالم رياضيات وفيزياء فارسيًا من العصر الذهبي للإسلام، وكان مرتبطًا بالبلاط البويهي في بغداد. لا شيء في اسمه يدلنا على موطنه الأصلي.
ومن المعروف أنه كتب رسالة بصرية حوالي عام 984. وقد أعاد رشدي راشد بناء نص هذه الرسالة من مخطوطتين تم تحريرها عام 1993 هما: مخطوطة دمشق (MS 4871, 3 fols) ومخطوطة طهران (Millī MS 867, 51 fols)، وعلى الرغم من أن مخطوطة طهران أطول بكثير، إلا أنها تعرضت لأضرار بالغة، في حين تحتوي مخطوطة دمشق على قسم مفقود تمامًا من مخطوطة طهران. تحمل مخطوطة دمشق عنوان "في الأعلى المحرقة" ("في آلات الإحراق")، بينما أضيف لمخطوطة طهران عنوان في كتاب لاحق بعنوان "كتاب الحراقات" ("كتاب الموقدين").
ابن سهل هو أول عالم مسلم معروف بدراسة بصريات بطليموس، وعلى هذا النحو فهو مقدمة مهمة لكتاب البصريات لابن الهيثم، الذي كتب بعد حوالي ثلاثين عامًا. تناول ابن سهل الخصائص البصرية للمرايا والعدسات المنحنية (الكروية)، ووُصِف بأنه مكتشف قانون الانكسار (قانون سنيل). ويستخدم ابن سهل هذا القانون لاشتقاق أشكال العدسات التي تركز الضوء دون انحرافات هندسية، والمعروفة باسم العدسات الشبه كروية. وفي الأجزاء المتبقية من الرسالة، تناول ابن سهل المرايا المكافئة، والمرايا الإهليلجية، والعدسات المحدبة، وتقنيات رسم الأقواس الزائدية.
صمم ابن سهل عدسات محدبة تعمل على تركيز أشعة الضوء المتوازية، والتي يمكن أن تسبب احتراق الجسم على مسافة معينة. تتمتع العدسة ثنائية التحدب بالقدرة على التركيز على نقطة محددة على مسافة لا نهائية. وقد قدم ابن سهل العديد من المساهمات في علم البصريات، كما كتب مقالاً عن الكرة السماوية. النسبة الثابتة هي نقطة التركيز الرئيسية في دراسته، وهي تسمح بفهم أفضل لعدسات الانكسار. أجرى ابن سهل تجربة حيث استخدمت قطعة من الكريستال لنشر شعاع الضوء من خلال البلورة ثم ينكسر في الهواء.